# Galileo (system nawigacyjny)

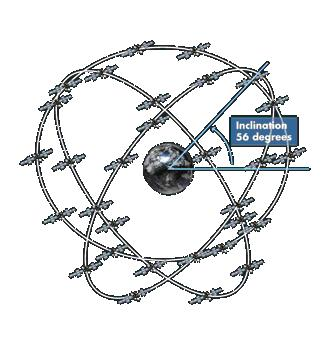
Schemat konfiguracji satelitów systemu Galileo

Galileo – europejski system nawigacji satelitarnej, uruchomiony 15 grudnia 2016. System jest równoważną alternatywą do amerykańskiego systemu GPS, rosyjskiego GLONASS i chińskiego Beidou, lecz w przeciwieństwie do nich miał być kontrolowany przez instytucje cywilne.
Jego zaletą i powodem, dla którego ma być konkurencją i uzupełnieniem GPS-u, jest mniejszy promień błędu (ma on wynosić ok. 1 m na otwartej częstotliwości i ok. 10 cm na częstotliwości płatnej). Prace nad Galileo przeciągały się w czasie. Początkowo projekt miał kosztować 1,8 mld euro. Szacunki z 2000 roku, mówiły już o 7,7 miliarda €, z czego 2,6 miliarda € miało być ponoszone przez rządy, a reszta przez prywatnych inwestorów. W 2010 think-tank „Open Europe” oszacował całkowity koszt systemu Galileo na 22,2 miliardy euro pokrywane w całości przez rządy. Obecnie na orbicie jest 24 z 30 docelowych satelitów (z czego część ma wadliwie pracujące zegary). W roku 2020 konstelacja Galileo składa się z 3 satelitów typu IOV (In-Orbit-Validation) oraz 21 satelitów FOC (Fully Operational Capability). Dodatkowo na orbitach mimośrodowych krąży pierwsza para satelitów FOC, w przypadku których zawiódł ostatni moduł wynoszenia statków kosmicznych na orbitę. Satelity mimośrodowe posiadają status testowy, jednakże nadają się całkowicie do celów precyzyjnego pozycjonowania i geodezji.

## Budowa systemu

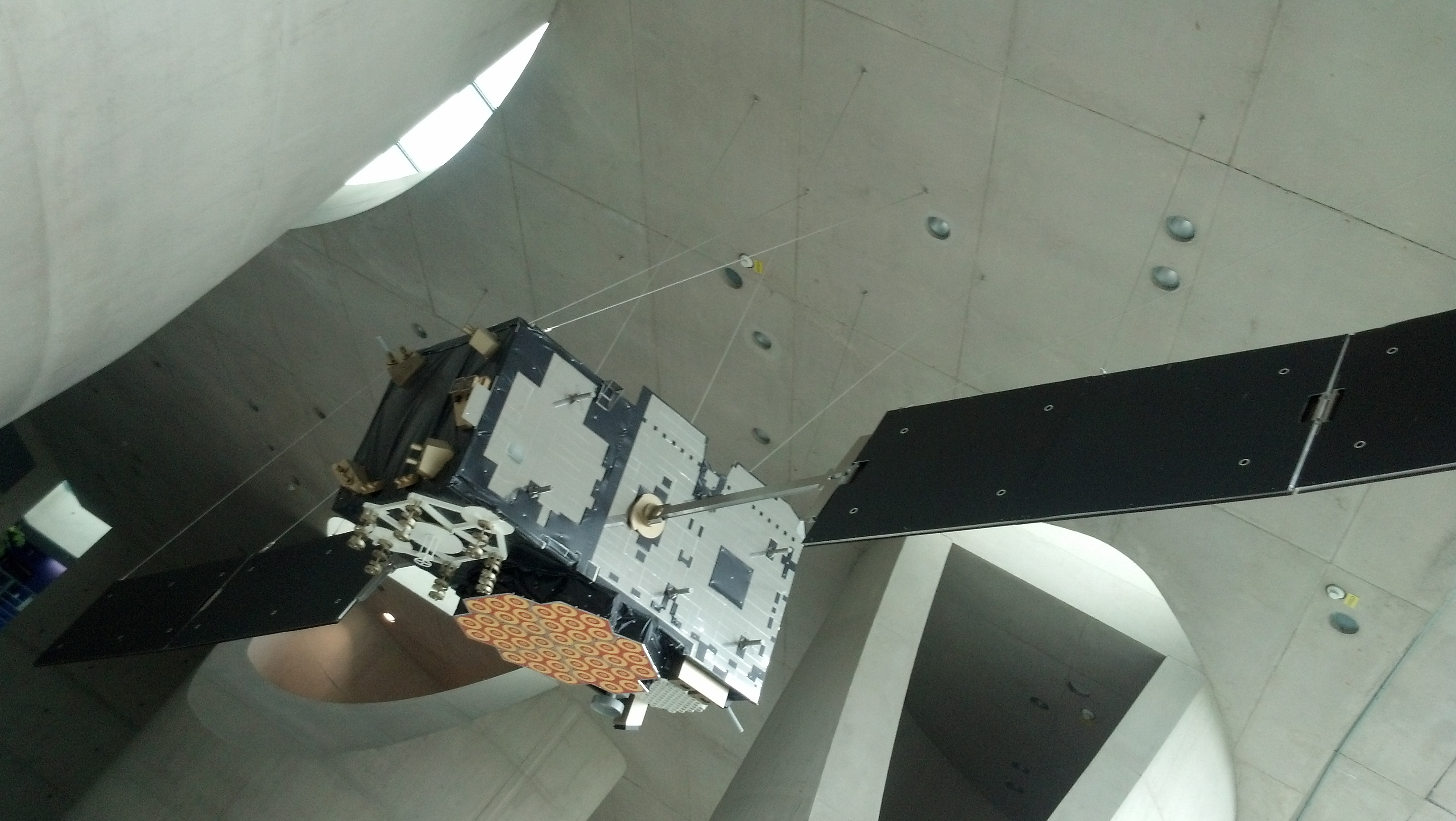
Model satelity Galileo

W latach 80. XX w. zrodził się pomysł budowy w Europie systemu nawigacyjnego. Główną przytaczaną przyczyną był brak zaufania do istniejących systemów, które mogły być w każdej chwili wyłączone lub zakłócone przez ich właścicieli – Departament Obrony USA i Ministerstwo Obrony ZSRR oraz ograniczona dokładność tych systemów.
Pierwsza faza prac zwana fazą definicji rozpoczęła się 19 lipca 1999 i zakończyła 22 listopada 2000. Podczas tej fazy przeanalizowano potrzeby przyszłych użytkowników systemu i określono techniczne, ekonomiczne i programowe aspekty realizacji projektu.

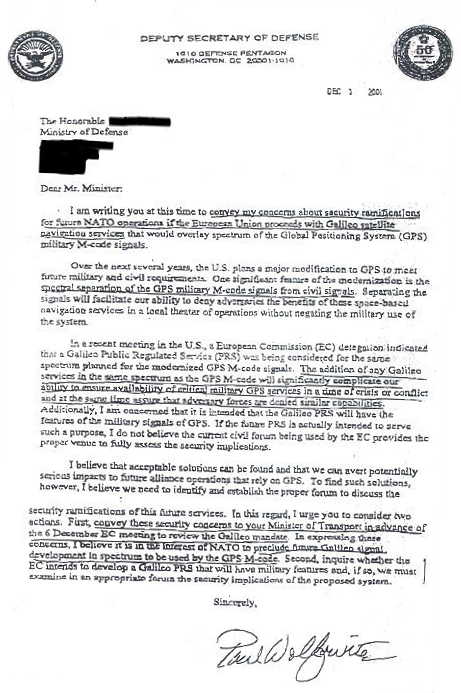
Próba zablokowania projektu przez Amerykanów – list Wolfowitza

W roku 2002 rozpoczęła się druga faza budowy, zwana fazą wdrażania, która planowo miała zakończyć się w 2006 roku. Obejmowała ona szczegółowe zdefiniowanie parametrów technicznych i projekt segmentów: naziemnego, kosmicznego i użytkownika. W pierwszym etapie testów systemu, zakończonym 22 grudnia 2004, dokonano udanych testów segmentu naziemnego. Drugi etap rozpoczął się 28 grudnia 2005 wyniesieniem na orbitę pierwszego testowego satelity systemu, GIOVE-A.
Trzecia faza budowy będzie obejmować umieszczenie wszystkich operacyjnych satelitów na orbitach okołoziemskich oraz pełne uaktywnienie segmentu naziemnego i planowo miała zakończyć się w 2008 roku wraz z oddaniem systemu do użytku publicznego.
W 2007 roku w związku z niemożnością dotrzymania wcześniej ustalonych terminów i znacznym przekroczeniem kosztów datę produkcyjnego uruchomienia systemu przeniesiono na 2012 rok. W 2009 roku system nadal nie osiągnął fazy produkcyjnej, a sposób jego prowadzenia został zakwestionowany przez Trybunał Obrachunkowy.
W październiku 2009 roku poinformowano o redukcji zamówień na satelity Galileo fazy Full Operational Capability (FOC) z 30 do 22 oraz o opóźnieniach w budowie aparatów wcześniejszej fazy In-orbit Validation (IOV). Dwa satelity IOV miały być wystrzelone w listopadzie 2010 roku, a dwa kolejne – w kwietniu 2011 roku (wcześniej zakładano, że wszystkie cztery miały znaleźć się na orbicie w 2010 roku). Opóźnienia związane były z problemami technicznymi przy budowie satelitów oraz kłopotami w dostosowaniu centrum kosmicznego w Gujanie Francuskiej do wymagań rakiety nośnej Sojuz. Nadal nierozwiązany jest ponadto konflikt o częstotliwości pomiędzy Galileo a chińskim systemem Beidou zwanym także Compass. W 2009 roku Komisja Europejska przesunęła datę osiągnięcia pełnej operacyjności systemu na 2016. W 2010 roku po raz kolejny przesunięto datę uruchomienia systemu na lata 2017–2018.
21 października 2011, za pomocą rosyjskiej rakiety Sojuz startującej z kosmodromu w Gujanie Francuskiej, zostały wyniesione na orbitę dwa pierwsze satelity IOV. Kolejne dwa satelity zostały umieszczone na orbicie 12 października 2012.

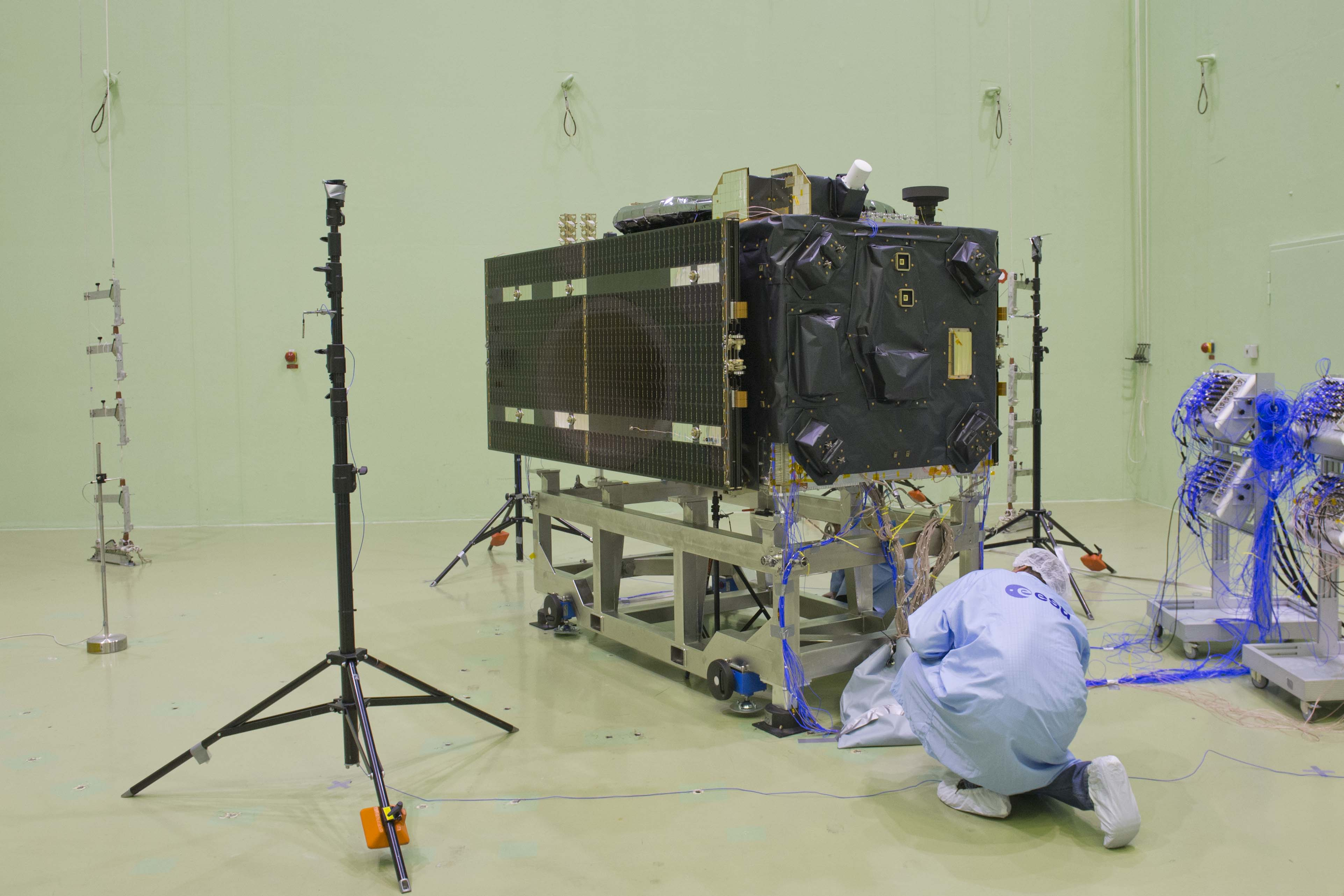
Pierwszy operacyjny satelita Galileo, podczas testów akustycznych 11 lipca 2013

Użycie sygnałów od czterech satelitów jednocześnie pozwoliło na sprawdzenie działania całego systemu. W dniu 12 marca 2013 po raz pierwszy udało się ustalić pozycję w oparciu o sygnały nadawane przez konstelację 4 satelitów należących do systemu. Kolejne dwa satelity systemu nawigacji Galileo planowano wyniesienie na orbitę w kwietniu 2013, jednak start miał miejsce dopiero 22 sierpnia 2014. Wkrótce po wystrzeleniu okazało się, że satelity weszły na złą orbitę, możliwe, że wykluczając je z przyszłego użytkowania. 27 marca 2015 roku ESA umieściła kolejne dwa satelity systemu Galileo (FOC-FM3 Adam i FOC-FM4 Anastasia), a 11 września parę (FOC-FM5 Alba i FOC-FM6 Oriana). Potwierdzono również informację, że do końca roku powinny się znaleźć na orbicie satelity z numerami 11 i 12, a gotowe aparaty z numerami 13 i 14 poddawane są testom technicznym.
Plany Unii Europejskiej zakładały, że do końca 2014 w sumie wyniesione na orbitę będzie 14 tego typu urządzeń. W związku z opóźnieniami, postanowiono udostępnić system do użytku pod koniec 2016 roku z 18 sprawnymi satelitami na orbicie, pełna zdolność operacyjna systemu przewidywana była na rok 2020.

## Segment kosmiczny
Segment kosmiczny będzie się składał z 24 satelitów operacyjnych i 6 zapasowych, równomiernie rozmieszczonych na trzech orbitach. Wysokość orbity będzie wynosić 23 222 km, a kąt inklinacji 56°. Satelity będą nadawać 10 sygnałów w trzech pasmach częstotliwości. Sygnały oznaczone numerami 1, 2, 3, 4, 5, 7, 8, 9 i 10. Pozostałe sygnały będą szyfrowane i dostępne tylko dla użytkowników mających dostęp do serwisu komercyjnego CS i serwisu regulowanego publicznie PRS. Część sygnałów nie będzie zawierać żadnych danych i będzie przeznaczona do wyznaczania poprawki jonosferycznej w celu zwiększenia dokładności. Będzie to istotna przewaga Galileo nad systemem NAVSTAR-GPS dysponującym począwszy od satelitów bloku IIR-M zaledwie trzema częstotliwościami.
- Serwis otwarty (Open Service – OS) – darmowy serwis przeznaczony do wyznaczania współrzędnych horyzontalnych z dokładnością od 15 do 4 m, wysokości z dokładnością od 35 do 8 m i czasu. W zależności od odbiornika będzie odbierać sygnały:
  - sygnały 9, 10 – odbiorniki jednoczęstotliwościowe
  - sygnały 1, 2, 9, 10 – odbiorniki dwuczestotliwościowe
  - sygnały 1, 2, 3, 4, 9, 10 – odbiorniki trójczęstotliwościowe
- Serwis bezpieczeństwa życia (Safety of Life Service – SoL) – jego zadaniem będzie rozszerzenie serwisu otwartego o ostrzeżenia o utracie integralności danych. Użytkownik w czasie kilku sekund zostanie powiadomiony o spadku dokładności wyznaczanej pozycji, co ma szczególne znaczenie np. w lotnictwie, transporcie morskim itd.

zarezerwowano sześć sygnałów 1, 2, 3, 4, 9, 10
- Serwis komercyjny (Commercial Service – CS) – Będzie oferował większą dokładność (do 0,8 m w poziomie i do 1 m w pionie) oraz umożliwi przesyłanie wiadomości od stacji naziemnych do użytkowników. Prawdopodobnie też zostanie zapewniona gwarancja jakości funkcjonowania systemu. Dostęp do tego serwisu będzie odpłatny.
- Serwis regulowany publicznie (Public Regulated Service – PRS) – będzie przeznaczony dla wybranych użytkowników wymagających bardzo wysokiej dokładności i wiarygodności danych. Poza danymi niezbędnymi do określenia pozycji i czasu będzie dostarczał wiadomości związane z bezpieczeństwem narodowym, dotyczące transportu, telekomunikacji i energetyki itd. Dostęp do niego będą miały europejskie instytucje związane z bezpieczeństwem narodowym, organy ścigania.

zarezerwowano dwa sygnały 5 i 6.
- Serwis poszukiwania i ratowania (Search and Rescue Service – SAR) – umożliwi odebranie sygnału wzywania pomocy wraz z pozycją geograficzną pławy ratunkowej i przekazanie go do służb ratowniczych. Będzie zintegrowany z funkcjonującym już systemem ratownictwa morskiego i lotniczego Cospas-Sarsat.

### Satelity GIOVE-A i B

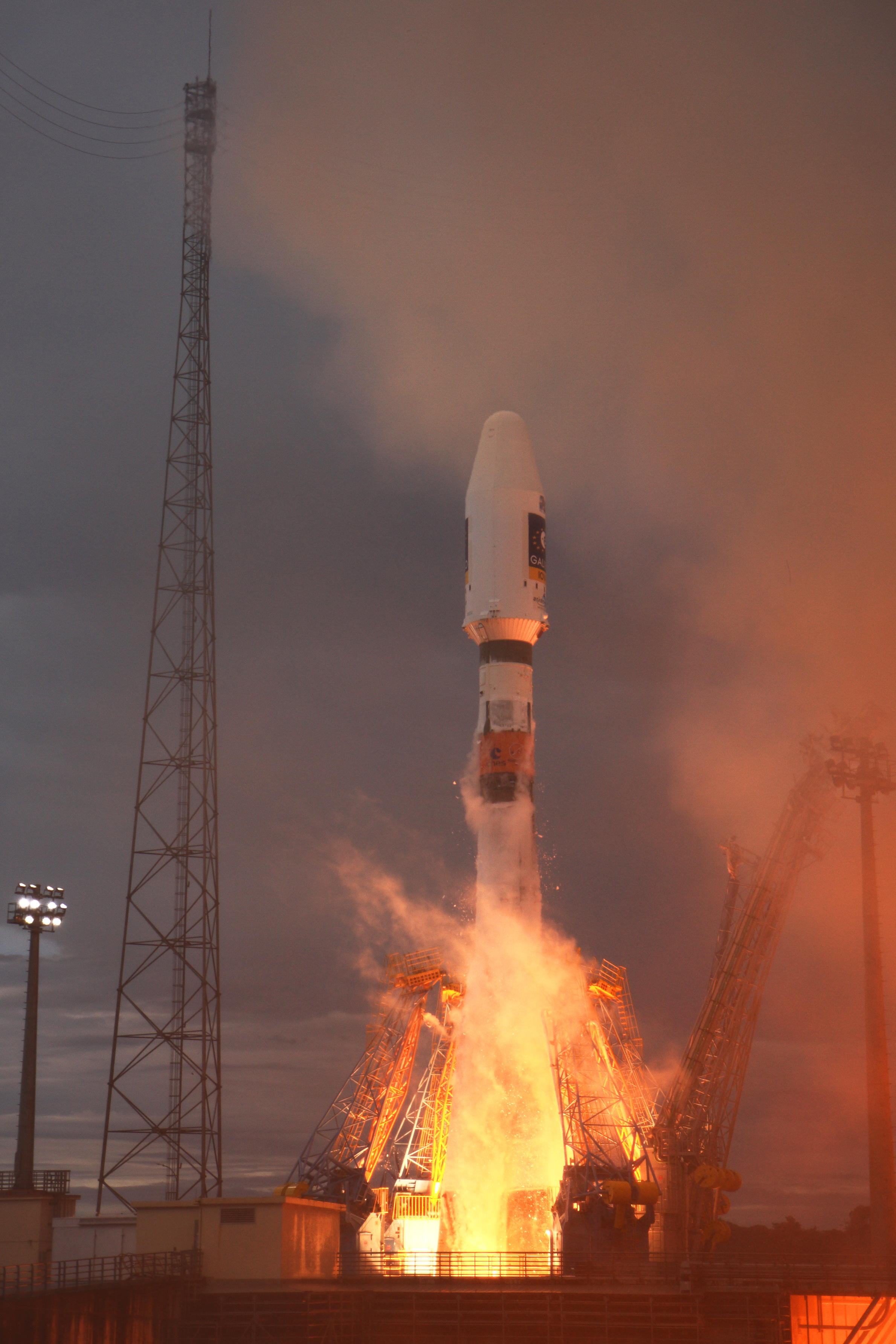
Start misji Soyuz VS01 z satelitami Galileo, 21 października 2011, z kompleksu ELS w Gujańskim Centrum Kosmicznym.

28 grudnia 2005 z Bajkonuru wystrzelono pierwszego satelitę systemu Galileo, GIOVE-A (GSTB-V2/A). Nazwa zespołu satelitów GIOVE jest akronimem angielskiego określenia Galileo In-Orbit Validation Element („element orbitalnej walidacji [systemu] Galileo”), a równocześnie jest włoską wersją imienia Jowisz. Nazwę tę wybrano jako hołd dla Galileusza, który odkrył pierwsze cztery księżyce Jowisza oraz znalazł sposób wykorzystania ich jako uniwersalnego zegara do określania długości geograficznej w dowolnym punkcie na powierzchni Ziemi.
Roboczą, kodową nazwą satelity, było GSTB-V2/A – akronim określenia Galileo System Testbed.
Główne cele umieszczenia GIOVE-A na orbicie: faktyczne wykorzystanie przydzielonych systemowi częstotliwości radiowych (wymóg nałożony w koncesji przez ITU), sprawdzenie działania rubidowego zegara satelity oraz charakterystyki orbity.
Następny satelita, GIOVE-B (GSTB-V2/B), który został wystrzelony 27 kwietnia 2008, miał na pokładzie drugi zegar, oparty na maserze wodorowym i ulepszone urządzenia nadawcze. Satelita ma wymiary ok. 2,4 × 1 × 1 m i masę 700 kg.

### Pełna lista satelitów
| #                            | Satelita         | Numer (imię)           | Data startu (UTC) | Miejsce startu | Rakieta nośna        | Nr lotu    | PRN  | Slot      | Stan                      | Uwagi |
| ---------------------------- | ---------------- | ---------------------- | ----------------- | -------------- | -------------------- | ---------- | ---- | --------- | ------------------------- | --- |
| -                            | GIOVE-A          | GSAT0001               | 2005-12-28 05:19  | Bajkonur 31/6  | Sojuz-FG/ Fregat     | P15000-015 | Test | Test      | Wyłączony 30 czerwca 2012 | Technologiczny. |
| -                            | GIOVE-B          | GSAT0002               | 2008-04-26 22:16  | Bajkonur 31/6  | Sojuz-FG/ Fregat     | P15000-016 | Test | Test      | Wyłączony 23 lipca 2012   | Technologiczny |
| 1                            | Galileo-IOV PFM  | GSAT0101 ( Thijs)      | 2011-10-21 10:30  | Kourou ELS     | Sojuz-STB/ Fregat-MT | VS-01      | E11  | B05       | W użyciu                  | Używany do weryfikacji sygnału.                                                                                        |
| 2                            | Galileo-IOV FM2  | GSAT0102 ( Natalia)    | 2011-10-21 10:30  | Kourou ELS     | Sojuz-STB/ Fregat-MT | VS-01      | E12  | B06       | W użyciu                  | Używany do weryfikacji sygnału.                                                                                        |
| 3                            | Galileo-IOV FM3  | GSAT0103 ( David)      | 2012-10-12 18:15  | Kourou ELS     | Sojuz-STB/ Fregat-MT | VS-03      | E19  | C04       | W użyciu                  | Używany do weryfikacji sygnału.                                                                                        |
| 4                            | Galileo-IOV FM4  | GSAT0104 ( Sif)        | 2012-10-12 18:15  | Kourou ELS     | Sojuz-STB/ Fregat-MT | VS-03      | E20  | C05       | Niedostępny               | Problemy z zasilaniem już 27 maja 2014 doprowadziły do całkowitej utraty transmisji sygnałów E5 i E6, brak również E1. |
| 5                            | Galileo-FOC FM1  | GSAT0201 ( Doresa)     | 2014-08-22 12:27  | Kourou ELS     | Sojuz-STB/ Fregat-MT | VS-09      | E18  | Ext01     | Nieużywany                | Wystrzelony na niewłaściwą orbitę; przesunięty w grudniu 2014.                                                         |
| 6                            | Galileo-FOC FM2  | GSAT0202 ( Milena)     | 2014-08-22 12:27  | Kourou ELS     | Sojuz-STB/ Fregat-MT | VS-09      | E14  | Ext02     | Nieużywany                | Wystrzelony na niewłaściwą orbitę; przesunięty w marcu 2015.                                                           |
| 7                            | Galileo-FOC FM3  | GSAT0203 ( Adam)       | 2015-03-27 21:46  | Kourou ELS     | Sojuz-STB/ Fregat-MT | VS-11      | E26  | B08       | W użyciu                  | Dostępny od 2015-12-03                                                                                                 |
| 8                            | Galileo-FOC FM4  | GSAT0204 ( Anastasia)  | 2015-03-27 21:46  | Kourou ELS     | Sojuz-STB/ Fregat-MT | VS-11      | E22  | B03       | Nieużywany                | Dostępny od 2015-12-04                                                                                                 |
| 9                            | Galileo-FOC FM5  | GSAT0205 ( Alba)       | 2015-09-11 02:08  | Kourou ELS     | Sojuz-STB/ Fregat-MT | VS-12      | E24  | A08       | W użyciu                  | Dostępny od 2016-01-28                                                                                                 |
| 10                           | Galileo-FOC FM6  | GSAT0206 ( Oriana)     | 2015-09-11 02:08  | Kourou ELS     | Sojuz-STB/ Fregat-MT | VS-12      | E30  | A05       | W użyciu                  | Dostępny od 2016-01-28                                                                                                 |
| 11                           | Galileo-FOC FM8  | GSAT0208 ( Andriana)   | 2015-12-17 11:51  | Kourou ELS     | Sojuz-STB/ Fregat-MT | VS-13      | E08  | C07       | W użyciu                  | Dostępny od 2016-04-22                                                                                                 |
| 12                           | Galileo-FOC FM9  | GSAT0209 ( Liene)      | 2015-12-17 11:51  | Kourou ELS     | Sojuz-STB/ Fregat-MT | VS-13      | E09  | C02       | W użyciu                  | Dostępny od 2016-04-22                                                                                                 |
| 13                           | Galileo-FOC FM10 | GSAT0210 ( Danielė)    | 2016-05-24 08:48  | Kourou ELS     | Sojuz-STB/ Fregat-MT | VS-15      | E01  | A02       | nieużywany                | Dostępny od 2016-12-01                                                                                                 |
| 14                           | Galileo-FOC FM11 | GSAT0211 ( Alizée)     | 2016-05-24 08:48  | Kourou ELS     | Sojuz-STB/ Fregat-MT | VS-15      | E02  | A06       | W użyciu                  | Dostępny od 2016-12-01                                                                                                 |
| 15                           | Galileo-FOC FM7  | GSAT0207 ( Antonianna) | 2016-11-17 13:06  | Kourou ELA-3   | Ariane 5ES           | VA-233     | E07  | C06       | W użyciu                  | Wystrzelony z wykorzystaniem zasobnika mieszczącego 4 satelity jednocześnie.                                           |
| 16                           | Galileo-FOC FM12 | GSAT0212 ( Lisa)       | 2016-11-17 13:06  | Kourou ELA-3   | Ariane 5ES           | VA-233     | E03  | C08       | W użyciu                  | |
| 17                           | Galileo-FOC FM13 | GSAT0213 ( Kimberley)  | 2016-11-17 13:06  | Kourou ELA-3   | Ariane 5ES           | VA-233     | E04  | C03       | W użyciu                  | |
| 18                           | Galileo-FOC FM14 | GSAT0214 ( Tijmen)     | 2016-11-17 13:06  | Kourou ELA-3   | Ariane 5ES           | VA-233     | E05  | C01       | W użyciu                  | |
| 19                           | Galileo-FOC FM15 | GSAT0215 ( Nicole)     | 2017-12-12 18:36  | Kourou ELA-3   | Ariane 5ES           | VA-240     | E21  | A03       | W użyciu                  | |
| 20                           | Galileo-FOC FM16 | GSAT0216 ( Zofia)      | 2017-12-12 18:36  | Kourou ELA-3   | Ariane 5ES           | VA-240     | E25  | A07       | W użyciu                  | od 02.08.2018 |
| 21                           | Galileo-FOC FM17 | GSAT0217 ( Alexandre)  | 2017-12-12 18:36  | Kourou ELA-3   | Ariane 5ES           | VA-240     | E27  | A04       | W użyciu                  | od 02.08.2018 |
| 22                           | Galileo-FOC FM18 | GSAT0218 ( Irina)      | 2017-12-12 18:36  | Kourou ELA-3   | Ariane 5ES           | VA-240     | E31  | A01       | W użyciu                  | od 02.08.2018 |
| 23                           | Galileo-FOC FM19 | GSAT0219 ( Tara)       | 2018-07-25 11:25  | Kourou ELA-3   | Ariane 5ES           | VA-244     | E36  | B04       | W użyciu                  | |
| 24                           | Galileo-FOC FM20 | GSAT0220 ( Samuel)     | 2018-07-25 11:25  | Kourou ELA-3   | Ariane 5ES           | VA-244     | E13  | B01       | W użyciu                  | |
| 25                           | Galileo-FOC FM21 | GSAT0221 ( Anna)       | 2018-07-25 11:25  | Kourou ELA-3   | Ariane 5ES           | VA-244     | E15  | B02       | W użyciu                  | |
| 26                           | Galileo-FOC FM22 | GSAT0222 ( Ellen)      | 2018-07-25 11:25  | Kourou ELA-3   | Ariane 5ES           | VA-244     | E33  | B07       | W użyciu                  | |
| 27                           | Galileo-FOC FM23 | GSAT0223 ( Nikolina)   | 2021-12-05 00:19  | Kourou ELS     | Sojuz-STB/ Fregat-MT | VS-26      | E34  | B03       | W użyciu                  | |
| 28                           | Galileo-FOC FM24 | GSAT0224 ( Shriya)     | 2021-12-05 00:19  | Kourou ELS     | Sojuz-STB/ Fregat-MT | VS-26      | E10  | B15       | W użyciu                  | |
| Planowane starty             |                  |                        |                   |                |                      |            |      |           |                           | |
| 29                           | Galileo-FOC FM25 | GSAT0223 ( Patrick)    | 2024              | Nieokreślone   | Falcon 9 Block 5     |            |      |           | W planach                 | |
| 30                           | Galileo-FOC FM26 | GSAT0226 ( Julina)     | 2024              | Nieokreślone   | Falcon 9 Block 5     |            |      | W planach |                           | |
| Cyt. za: Gunter’s Space Page |                  |                        |                   |                |                      |            |      |           |                           | |

## Segment naziemny
W jego skład wchodzą dwa niezależne segmenty: naziemny segment kontroli satelitów GCS (Ground Control System) mający kontrolować stan techniczny satelitów i uzupełniać braki w konfiguracji satelitów oraz naziemny system kontroli funkcjonowania całego systemu GMS (Galileo Mission System). W skład segmentu GCS wchodzi pięć stacji sterujących zapewniających ciągłą kontrolę i dwukierunkową łączność ze wszystkimi satelitami systemu. Segment GSS jest zbudowany z kilkudziesięciu stacji śledzących GSS (Ground Sensor Station) rozmieszczonych na całym świecie, co pozwoli na nieustanną obserwację wszystkich satelitów. Zgromadzone dane są przekazywane do stacji kontrolnych GCC (ang. Galileo Control Center), gdzie następuje ich analiza i na tej podstawie jest generowana depesza nawigacyjna przekazywana do satelitów za pośrednictwem 10 stacji ULS (ang. Up-Link Station).

## Korzyści dla gospodarki
Systemy nawigacji satelitarnej są wykorzystywane w wielu dziedzinach gospodarki, w tym do monitoringu sieci energetycznych, logistyce, zarządzaniu ruchem lotniczym czy ratownictwie. Szacuje się, że 6–7% europejskiego PKB zależy od zastosowań nawigacji satelitarnej. Rynek samych technologii satelitarnych wart jest 124 miliardy euro. Dzięki systemowi Galileo, do 2020 roku ma wzrosnąć do 250 miliardów euro.